# 知床岬燈塔
知床岬燈塔是位於日本北海道知床半島突端知床岬的一座白色燈塔，被列入「日本燈塔50選」之一。由於位於知床國立公園的特別保護地區，一般觀光客僅能從宇登呂搭乘海上觀光船從海上遠遠觀看這座燈塔。
燈塔於1963年10月15日開始啟用，最初採柴油發電方式，由海上保安廳人員每兩個月前往補給一次柴油，一年約需消耗3,800公升的柴油。2008年，改使用LED光源，並將電力來源改為太陽能。

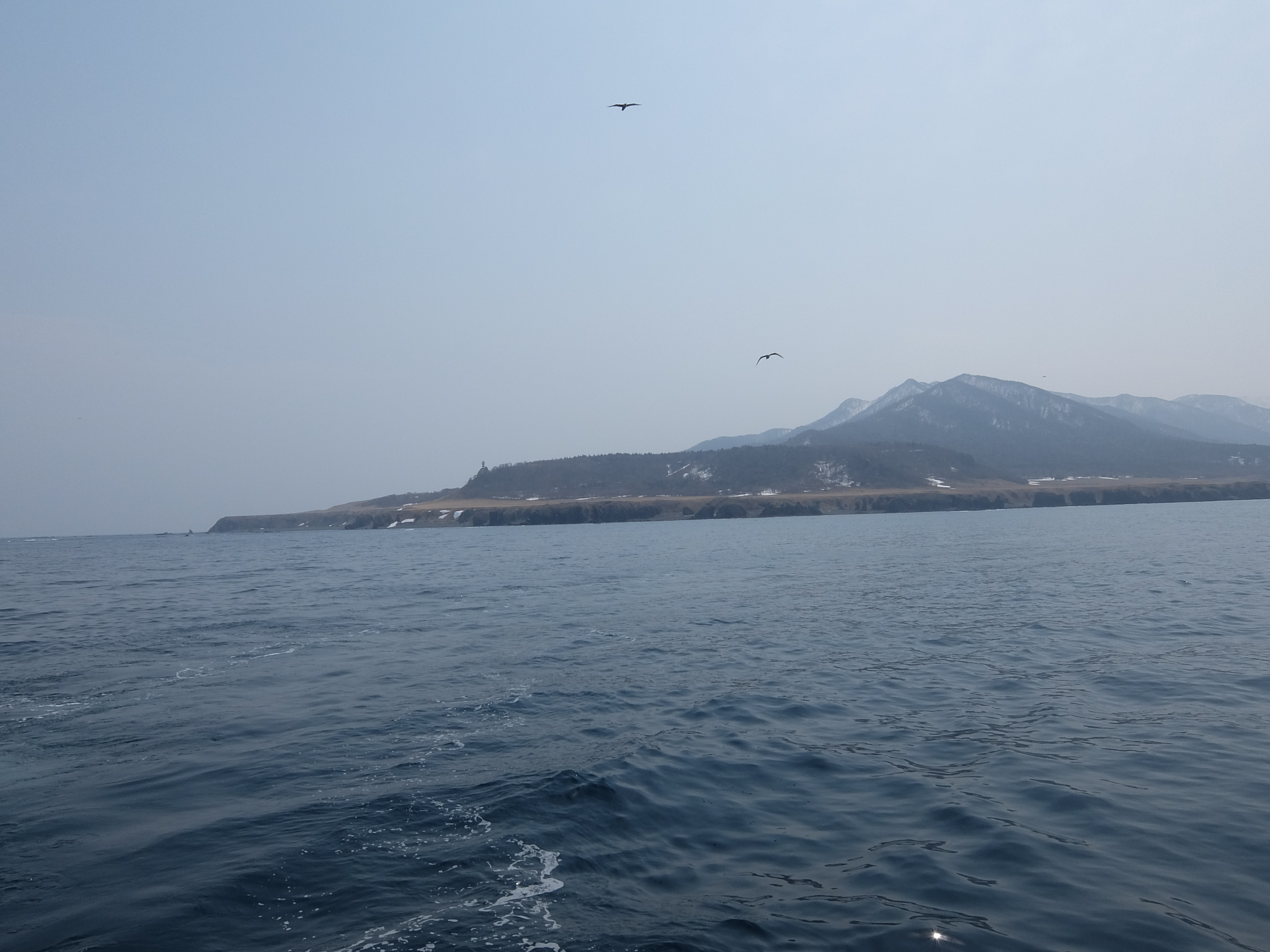
從海上看到的知床岬及知床燈塔